# Coelonia
Coelonia es un género de lepidópteros glosados del clado Ditrysia perteneciente a la familia Sphingidae.

## Especies
- Coelonia brevis - Rothschild & Jordan 1915
- Coelonia fulvinotata - (Butler 1875)
- Coelonia solani - (Boisduval 1833)